# Isojärvi Nationalpark
Isojärvi Nationalpark (finsk: Isojärven kansallispuisto) er en nationalpark i det centrale Finland. Den dækker 19 km2 og blev grundlagt i 1982. Landskabet er varieret, og vegetationen er domineret af skovfyr, rødgranskove og moser . Der er fundet aftryk af tidlig menneskelig bosættelse og dyrkning i området. Nationalparken ligger ved søen Isojärvi, som den har fået navn efter.
Der er to naturstier (markeret med rødt) og flere andre ringstier (markeret med blå). De fleste stier afgår fra parkeringsområderne Heretty eller Kalalahti. Stierne varierer i længde og vanskeligheder og ligger mellem 3,5 km og 20 km. Den er en af de største parker i regionen med over 30 kilometer stier.